# Edward Solomon
Edward Solomon, né à Lambeth le 25 juillet 1855 et décédé à Londres le 22 janvier 1895 est un compositeur, pianiste et chef d'orchestre anglais. Bien qu'il soit mort avant son quarantième anniversaire, il a écrit des dizaines d'œuvres pour la scène, dont plusieurs pour la  D'Oyly Carte Opera Company, dont The Nautch Girl.

## Biographie
Edward (« Teddy ») Salomon est né à Lambeth, à Londres, d'une famille juive de 11 enfants. Il est le fils de Charles Solomon (1817-1890), pianiste de music hall, chef d'orchestre et compositeur, et de femme, Cesira « Sarah » Marinina née Mirandoli (1834-1891). Solomon ramassé la musique en travaillant avec son père. Il épouse Jane Isaacs, âgée de 15 ans, en 1873. Ils ont une fille, Claire Romaine (1873-1964), qui sera actrice. Solomon quitte son épouse et, au fil des ans, prend une série de maîtresses. Jane Isaacs est connue sous son nom de scène Lily Grey.

### Les débuts
Son premier opéra-comique, en un acte, A Will With a Vengeance (1876), sur un livret Frederick Hay, est basé sur La Vendetta. Il est créé au Globe Theatre. En 1879, il rencontre Henry Pottinger « Pot » Stephens, directeur du Royalty Theatre conducting. Il dirige, entre autres, The Zoo d'Arthur Sullivan. Avec Stephens, il monte ses propres œuvres, Billee Taylor (1880), une « comédie musicale nautique », en deux actes et Claude Duval (1881), sur la vie d'un bandit de grand chemin bien connu du XVIIIe siècle. Ces deux œuvres sont restées populaires pendant de nombreuses années, tant au Royaume-Uni et aux États-Unis. Solomon et Stephens collabore pour Lord Bateman, ou Picotee's Pledge (1882), Virginia and Paul, ou Ringing the Changes (1883) et, plus tard The Red Hussar (1889), Popsy Wopsy, une « absurdité musicale » (1880) et Pocahontas (1884).
Solomon écrit aussi la musique pour la pièce Quite an Adventure (1881 à l'Olympic Theatre, repris en 1894 au Savoy Theatre) et Round and Square (1885), sur des livrets de Frank Desprez, et produits par la D'Oyly Carte company dans les années 1880 et 1890. Parmi ses premières œuvres, on trouve Love and Larceny (1881), une farce, Through the Looking-Glass (1882), The Vicar of Bray, un opéra-comique sur un livret de Sydney Grundy (1882, repris en 1892 au Savoy), un grand succès, Polly, or The Pet of the Regiment (1884) et Pepita, or, the Girl with the Glass Eyes (1886). Il compose des ballades, I Should Like To et Over the Way, des pièces pour piano solo et des arrangements. Par exemple, il transcris See Me Dance the Polka de George Grossmith's pour le piano.

### Dernières années
Avec F. C. Burnand, Solomon écrit Pickwick (1889, repris en 1894), Domestic Economy (1890), et The Tiger (1890). Les contributions de Burnand sont tellement impopulaires qu'elles sont sifflées lors de leur création.
En 1891–93, après la séparation temporaires de Gilbert et Sullivan, Richard D'Oyly Carte produits des œuvres d'autres auteurs au Savoy Theatre, dont la reprise du The Vicar of Bray en 1892. La plus connue des œuvres de Solomon produite par la D'Oyly Carte Opera Company est probablement The Nautch Girl or, The Rajah of Chutneypore (1891), un opéra-comique Indien en deux actes sur un livret de George Dance. Après 200 représentations au Savoy Theatre, la compagnie part en tournée. Sa dernière pièce lyrique est On the March (1896), comédie musicale, avec John Crook et Frederic Clay, sur un livret de William Yardley, B. C. Stephenson et Cecil Clay, basée sur In Camp de Victoria Vokes.

### Bigamie et informations personnelles
Solomon est décrit comme « un petit jeune homme aux cheveux courts ... fantasque, flamboyant, superstitieux, à peine digne de confiance pour les questions l'argent ou les femmes, mais débordant d'invention mélodique et capable de composer très rapidement ». En 1882, à New York, il rencontre l'actrice américaine Lillian Russell, au Casino Théâtre de Tony Pastor où il est le directeur musical de la saison et dont elle est devenue la vedette. Faisant fi de son premier mariage, Lillian Russel devient sa maîtresse. Plus tard, ils se rendent ensemble à Londres, où elle joue dans plusieurs de ses œuvres, écrites spécialement pour elle, notamment Virginia, Billee Taylor, Polly et Pocahontas. Le succès n'est pas au rendez-vous en Grande-Bretagne. Ils retournent en Amérique, où Russell triomphe dans ces œuvres. En 1884,  ils ont eu une fille, Dorothy. Ils se marient dans le New Jersey en 1885. Mais leurs relations se détériorent en raison de la situation financière de Salomon. Leur dernier spectacle,  The Maid and the Moonshiner (1886) est un flop. Poursuivi par ses créanciers, Salomon fuit le pays.
Solomon est arrêté à Londres en 1886 pour bigamie mais l'action s'est éteinte, faute de témoins américains. Quand elle apprend son mariage précédent, Lillian Russell demande le divorce qu'elle obtient en 1883. Sa première femme divorce en 1887. En 1889, il se marie une troisième fois avec une artiste, Kate Everleigh.
Son frère, Frederick Solomon chante Billee Taylor en provinces (1883) et compose l'opéra-comique Captain Kidd, or The Bold Buccaneer, créé au Prince of Wales's Theatre, à Liverpool, le 10 septembre 1883.
Edward Salomon décède à Londres de la fièvre typhoïde en 1895 à l'âge de 39 ans. S'il avait vécu, il aurait probablement été choisi pour terminer The Emerald Isle de Basil Hood et Sullivan après la mort de celui-ci en 1900S, en raison des relations que Salomon entretenait avec Sullivan et  Richard D'Oyly Carte. C'est Edward German qui en recevra la commande.

## Œuvres
- A Will With a Vengeance, opéra-comique (Livret : Frederick Hay), 1876
- Contempt of Court, cantate romantique (Livret : Arthur Matthison), 1877
- Bertha, the Betrayer
- Rothomago or The Magic Watch, féerie de Noël (en collaboration avec Procida Bucalossi, Gaston Serpette et Georges Jacobi), 1879
- Billie Taylor, opéra-comique nautique (Livret : Henry Pottinger Stephens), 1880
- Popsy Wopsy, une absurdité musicale (Livret : Sydney Grundy), 1880
- Claude Duval or Love and Larceny, Opéra-comique romantique (Livret : Henry Pottinger Stephens), 1882
- Quite an Adventure, opérette (Livret : Frank Desprez), 1881
- Lord Bateman or Picotee's Pledge, opéra-comique (Livret : Henry Pottinger Stephens), 1882
- The Vicar of Bray, opéra-comique (Livret : Sydney Grundy), 1882
- Virginia and Paul or Changing the Rings, opéra-comique (Livret : Henry Pottinger Stephens), 1883
- Pocahontas or The Great White Pearl, opéra-comique (Livret : Sydney Grundy), 1884
- Polly or The Pet of the Regiment, opéra-comique (Livret : James Mortimer), 1884
- Pepita or The Girl With the Glass Eyes, opéra-comique (Livret : Alfred Thompson), 1886
- The Maid and the Moonshiner, opéra-comique (Livret : Charles Hoyt), 1886
- Penelope, version musicale de la farce The Area Belle de William Brough et Andrew Halliday (adaptée par George P. Hawtrey), 1889
- Pickwick, cantate dramatique (Livret : Francis Burnand), 1889
- Tuppins and Co., opérette (Livret : T. Malcolm Watson), 1889
- The Red Hussar, opéra-comique (Livret : Henry Pottinger Stephens), 1889
- Domestic Economy, opérette (Livret : Francis Burnand), 1890
- The Tiger, opérette (Livret : Francis Burnand), 1890
- The Nautch Girl or The Rajah of Chutneypore, opéra-comique indien (Livret : George Dance), 1891
- Killiecrumper, conversation (Livret : T. Malcolm Watson),1891
- Sandford and Merton, opérette (Livret : Francis Burnand), 1893
- The Professor, dialogue musical (Livret : Rutland Barrington), 1895
- On the March, comédie musicale, en collaboration avec John Crook et Frederic Clay (Livret : William Yardley, B. C. Stephenson et Cecil Clay d'après In Camp de Victoria Vokes), 1896